# Meșterul Manole (operă rock)
Meșterul Manole a fost un proiect de operă-rock al formației Phoenix, început în anul 1972 și cristalizat în 1973, însă needitat niciodată pe disc din cauza cenzurii din perioada comunistă. Versurile operei au fost scrise de către Victor Cârcu, lui aparținându-i și indicațiile scenice. Dacă s-ar fi concretizat, Meșterul Manole ar fi reprezentat prima operă rock românească, cu scenariu, costume, coruri și actori.
Proiectul a fost reluat de Josef Kappl în 2008, în afara contextului Phoenix, fiind finalizat în 2013, când a avut loc premiera. Muzicianul spunea într-un interviu luat în 2019: „Opera «Meșterul Manole» este lucrarea mea de căpătâi, lucrarea vieții mele. Ea exprimă toată personalitatea și integritatea mea muzicală. Visul meu neîmplinit rămâne realizarea unei reprezentații scenice, cu un producător și un regizor și cu posibilitatea unei pregătiri temeinice.” 

## Începuturi și cenzură
Despre începuturile operei rock Meșterul Manole, Nicolae Covaci declara într-un interviu luat după 2000:
„«Meșterul Manole» s-a pornit prin '72. În '73 am avut un dosar făcut, trebuia să fie o chestie gigantică. Și s-a rătăcit. Materialul – noi, isteți cum am fost – scris frumos la mașină, împachetat cu schițe, cu desene, l-am dat la Comitetul județean, la Cultură, spre aprobare. Nu l-am primit înapoi niciodată. Mi-a spus Mircea Baniciu că el îl posedă, că l-a primit nu demult, nu știe nici el de unde îl are. ”—Nicolae Covaci
Din cauză că autoritățile județene de la Timișoara au reținut dosarul ce conținea textele lui Victor Cârcu și schițele lui Valeriu Sepi, proiectul a fost abandonat de formație. O singură piesă din această operă rock a fost editată pe disc. Este vorba despre „Meșterul Manole, uvertură”, compoziție a lui Nicolae Covaci pe versurile baladei populare Monastirea Argeșului, publicată pe un disc EP în anul 1973, alături de „Mamă, mamă” și „Te întreb pe tine, soare...”, melodii provenite din perioada „beat” a formației.
„«Meșterul Manole» fusese gândită să fie o «operă-rock» adevărată, cu un întreg scenariu, cu o concepție și o dramaturgie mult mai vaste decât orice produsesem anterior. Urmau să participe coruri, actori, dansatori, nemaifiind vorba de o simplă desfășurare de melodii ca la «Cei ce ne-au dat nume». (...) Din melodia «Meșterul Manole», piesa de bază a acestei «opere-rock», am selecționat doar o parte și am făcut un cântec de sine stătător. Adăugând alte două piese, am produs din nou un «maxi-single». Acesta se numea «Meșterul Manole» și conținea, pe lângă piesa omonimă, «Mamă, mamă» și «Te întreb pe tine, soare». (...) Nu aveam suficient material pentru un LP, dar doream să susținem apariția regulată a discurilor «Phoenix». ”—Nicolae Covaci – Phoenix, însă eu...''
Într-o recenzie despre discul apărut în 1973, criticul muzical Mihai Plămădeală spunea:
„Piesa «Meșterul Manole» este marea realizare a single-ului, pentru cum a fost compusă și cântată, dar și pentru ce reprezintă. Nu seamănă cu nimic din ce fusese făcut înainte în rock-ul autohton; nu seamănă cu nimic făcut în afara țării. O parte din forța acestei lucrări, numită pe copertă «uvertură», constă în inspirația folclorică, dar o altă bună parte își are izvorul în modul în care a fost speculată această inspirație prin transpunerea în limbaj rock. Compoziția păstrează geniul motivului popular, iar tema melodică pur și simplu viabilizează structura întregului. ”—Mihai Plămădeală, Muzici și faze, 20 februarie 2006
Mult mai târziu, această piesă-uvertură a fost reînregistrată de Nicolae Covaci într-o componență diferită a Phoenix-ului (ce îi includea pe Tavi Colen și Alin Oprea de la Talisman). Această versiune nouă (din care a fost tăiată ultima strofă) a apărut pe albumul În umbra marelui urs, lansat în 2000 și reeditat în 2003. Există și o a treia versiune, inclusă pe compilația Phoenix International (2013).

## Publicarea operei
În februarie 2007, manuscrisul original al operei, împreună cu o prefață scrisă de autor și schițele originale ale lui Valeriu Sepi au fost publicate la o editură germană. Prefața oferă mai multe informații despre geneza operei și conține o analiză calitativă „la rece” a sa, dintr-o perspectivă mai matură cu 34 de ani.
Josef Kappl, membru Phoenix și participant la încercarea de realizare a operei în anii '70, considera libretul ca fiind pierdut definitiv, știind că a existat un singur exemplar, iar acesta fusese reținut de cenzorii regimului comunist. Muzicianul avea să ofere ulterior câteva detalii despre cum a fost posibilă publicarea libretului:
„În 2007, într-un mesaj pe internet, aflasem că Victor Cârcu a scos o cărticică în Germania, la o editură, cu libretul operei «Meșterul Manole». Bineînțeles că am intrat pe Amazon și am găsit încă două exemplare, pe care le-am cumpărat imediat. După care îl sun pe Victor Cârcu și, cu ocazia asta, mi-a spus povestea. Lucrând la teatrul din Karlsruhe, acolo unde s-a stabilit el, ca regizor, a venit într-o zi un tânăr cu o mapă sub braț și i-a zis: «Dumneavoastră sunteți Victor Cârcu? Luați mapa aceasta, dar să nu puneți nici o întrebare.» A luat mapa, băiatul s-a dus, nu l-a mai văzut niciodată. A deschis și n-a crezut ce i-au văzut ochii: era lucrarea lui, așa cum a scris-o el, în original. ”—Josef Kappl

## Reluarea operei de Josef Kappl și Mircea Baniciu
În anul 2007, solistul vocal Mircea Baniciu părăsește definitiv Phoenix-ul, urmat, în 2008, de basistul Josef Kappl. În acest context, cei doi muzicieni încep o colaborare marcată de un spectacol susținut la Sala Palatului din București pe data de 3 decembrie 2008 și de lansarea unui CD maxi-single intitulat Pe Argeș în jos. Discul conține piesa omonimă, în trei variante de interpretare. Aceasta este compusă de Kappl, pe versurile baladei Monastirea Argeșului, culeasă de Vasile Alecsandri în anul 1874. Totodată, piesa reprezintă o avanpremieră pentru opera Meșterul Manole, la care Kappl a reînceput să lucreze la sfârșitul lui 2008. Pe coperta spate a discului apare următorul text:
„«Pe Argeș în jos» este piesa de titlu a operei rock «Meșterul Manole» scrisă de Victor Cârcu în anii '70. La realizarea părții muzicale a acestei opere rock s-a angajat Josef Kappl, împreună cu colegul său Mircea Baniciu. Această piesă reprezintă piatra de temelie și totodată simbolul reunirii într-o colaborare artistică de mare însemnătate între trei prieteni vechi: Victor Cârcu, Mircea Baniciu și Josef Kappl. ”—Mircea Baniciu și Josef Kappl
Inițial, „Pe Argeș în jos”, alături de alte compoziții, precum „Rugăciune către Domnul”, urmau să facă parte din materialul unui album programat să apară în 2009, sub titulatura Baniciu & Kappl.
„Este un proiect de ultima oră, pe care nu l-aș fi văzut posibil în urmă cu un an, poate nici în urmă cu trei luni. Ioji mi-a făcut propunerea de a realiza împreună o operă rock bazată pe legenda Meșterului Manole. Am acceptat cu mare bucurie, iar piesa pe care o facem cadou tuturor spectatorilor este prima finalizată de pe acest nou album. ”—Mircea Baniciu
Apariția acestui album nu s-a concretizat, iar după înființarea Pasărea Rock, piesa a intrat în repertoriul noului supergrup, figurând pe CD-ul Legenda (2016). În anul 2013, Kappl finalizează în studio proiectul Meșterul Manole. Cu această ocazie, fostul basist din Phoenix declara într-un interviu:
„Opera reprezintă o lucrare muzicală amplă, pe un libret scris în anii '70 de Victor Cârcu. Această lucrare poate fi prezentată atât sub forma operei clasice, cât și sub formă concertantă. Nașterea «Meșterului Manole» a fost la fel de grea ca și realizarea construcțiilor acestuia. Greutatea a constat, în primul rând, în găsirea limbajului muzical care să fie în concordanță cu textul. În momentul în care am găsit acest limbaj, de inspirație folclorică, bineînțeles, am început lucrul, care a durat din 2008 până astăzi (2013), cu o întrerupere de doi ani. ”—Josef Kappl
Opt ani mai târziu, într-un interviu publicat în ziarul Adevărul din 22 august 2021, muzicianul rememora, între altele, câteva aspecte ale procesului de compoziție și orchestrare:
„La început a fost destul de greu până am găsit sistemul de lucru, până am structurat, selectat și, pe alocuri, modificat textul – bineînțeles, împreună cu autorul Victor Cârcu, asigurând baza și temelia lucrării. Astfel, folosindu-mă de mai multe stiluri muzicale, de la «baroc la rock», am început cu liniile melodice ale personajelor. O parte a libretului e scrisă în formă de versuri simetrice, pe care se poate compune mai ușor muzica, în formă de cântec. Însă cea mai mare parte a lui e în stil prozaic, care atrage de la sine stilul muzical narativ. După ce am compus melodiile personajelor, am început cu orchestrația, care e mult mai grea decât compunerea melodiilor, pentru că presupune cunoștințe temeinice precum cele de armonie, ritmică, instrumentație. Și toate astea pe o durată de 96 de minute neto – astfel, opera are 18 părți în 3 tablouri. ”—Josef Kappl

## Premiera operei
Premiera națională a operei de rock simfonic Meșterul Manole a avut loc la 30 noiembrie 2013, în Sala Capitol din Timișoara, cu participarea Filarmonicii Banatul, condusă de dirijorul Radu Popa. Câteva detalii despre proiect, dezvăluite de Kappl cu prilejul acestei premiere:
„La acest concept își vor aduce contribuția peste o sută de persoane. Aproape 60 de muzicieni de la Filarmonica Banatul, cei din corul «Ion Românu», muzicienii din trupa rock, alături de invitații Mircea Baniciu și Ovidiu Lipan Țăndărică, cât și soliștii Mihaela Ișpan și Dan Patacă. Am lucrat mult la acest spectacol și sperăm să iasă bine. (...) Spectacolul are trei acte și durează mai bine de o oră și jumătate. Am lucrat efectiv până la sfârșitul anului 2012. Această operă rock-simfonic s-a nimerit să apară în perioada în care Timișoara candidează la titlul de Capitală Culturală Europeană. Astfel doresc să pun și eu umărul cu acest proiect. ”—Josef Kappl
Criticul muzical Mimo Obradov scria într-o recenzie publicată în ziarul Vestul din 2 decembrie 2013:
„Premiera lucrării a fost concentrată pe interpretarea muzicală, fără elemente scenografice, de actorie, lumini și proiecții. Orchestra Filarmonicii Banatul, condusă de dirijorul Radu Popa, l-a acompaniat în debutul partiturii pe Mircea Baniciu care a cântat tema principală a operei – «Pe Argeș în jos» – reconstrucție mai elaborată a cântecului «Meșterul Manole», apărut pe un disc EP al formației Phoenix în 1973. Elementele rock au fost plasate cu discreție și rafinament de Josef Kappl, la bas electric, Ionuț Dorobanțu, la chitară electrică și Cristian Rațiu, la setul de tobe, în baza orchestrației în care dominante au fost orchestra, corzile, alămurile, cu momente accentuate ale percuției, la care a contribuit și Ovidiu Lipan, încă un fost component al formației Phoenix. (...) Înclinată mai mult înspre expresia simfonică, uneori chiar cu tușe wagneriene, muzica a fost fericit augmentată cu elemente ale etosului euroasiatic, ritmurile impare, nuanțările coloristice îmbogățite prin sonoritățile dudukului armenesc și ale viorii maramureșene, partiturile corale elaborate cu mare grijă la detalii și în slujba exprimării firului epic. (...) Începutul și finalul operei au fost de mare efect, demonstrând abilitatea compozitorului, despre care s-ar putea spune că este, nu la prima, ci, poate, a zecea operă! La final, după bisul cu cele «două mari hit-uri», cum a anunțat dirijorul Radu Popa – prologul «Pe Argeș în jos» și epilogul «Cu inima mută» – cei aproape nouăzeci de instrumentiști și membri ai corului au fost acoperiți de un val impresionant de aplauze, însoțite cu ovații la adresa autorului. ”—Mimo Obradov, Vestul, 2 decembrie 2013
Pe 31 mai 2014 apare o ediție bilingvă, în română și germană, a cărții lui Victor Cârcu, publicate inițial în 2007. Traducerea în germană îi aparține scriitorului Walter Roth.
La cinci ani după premieră, pe 10 decembrie 2018, opera Meșterul Manole este din nou prezentată publicului timișoarean. Din distribuția spectacolului fac parte: baritonul Dan Patacă (Manole-Alb), mezzo-soprana Mihaela Ișpan (Miruna – o alternativă a personajului Ana din balada populară), bas-baritonul Lucian Onița (Manole-Negru) și, ca invitat special, Radu Almășan de la Bosquito (Povestitorul). De asemenea, participă Orchestra și Corul Filarmonicii Banatul din Timișoara, dirijate de Radu Popa, precum și autorul Ioji Kappl, care interpretează partitura chitarei bas în grup de trio rock, alături de Ion Dorobanțu (chitară) și Cristian Rațiu (tobe).
„Până acum au avut loc două reprezentații ale operei rock simfonic «Meșterul Manole». Prima a fost premiera în data de 30 noiembrie 2013, la Filarmonica Banatul, mulțumită Consiliului Județean Timiș și domnului director al Filarmonicii Banatul, Ioan Coriolan Gârboni, iar a doua în data de 10 decembrie 2018, mulțumită susținerii Asociației «Memoria Culturii» din Timișoara, a Ministerului Culturii și Identității Naționale, a Filarmonicii Banatul, a Primăriei Timișoara și a Liceului de Muzică «Ion Vidu» din Timișoara. A treia reprezentație trebuia să aibă loc în iulie 2020 la Brașov, însă a fost anulată din cauza pandemiei de COVID-19. Însă, dacă avem noroc să revenim la normal, am bucuria să anunț următoarea reprezentație în data de 17 februarie 2022 în Ploiești, în cadrul Filarmonicii «Paul Constantinescu», colaborator permanent al proiectului Pasărea Rock. ”—Josef Kappl